# Cessoy-en-Montois
Cessoy-en-Montois är en kommun i departementet Seine-et-Marne i regionen Île-de-France i norra Frankrike. Kommunen ligger i kantonen Donnemarie-Dontilly som tillhör arrondissementet Provins. År 2022 hade Cessoy-en-Montois 213 invånare.

## Befolkningsutveckling
Antalet invånare i kommunen Cessoy-en-Montois
| Referens: INSEE |